# Moonika Aava
Moonika Aava (ur. 19 czerwca 1979 w Rakvere) – estońska lekkoatletka specjalizująca się w rzucie oszczepem.
Dwukrotnie startowała w igrzyskach olimpijskich (Ateny 2004 oraz Pekin 2008) jednak ani razu nie awansowała do finału. Bez sukcesów uczestniczyła w mistrzostwach świata w Helsinkach (2005) oraz w Berlinie (2009). W 2001 roku wywalczyła brązowy krążek młodzieżowych mistrzostw Europy. Wielokrotna medalistka mistrzostw Estonii oraz reprezentantka kraju. Rekord życiowy: 61,42 (2 sierpnia 2004, Tallinn). Rezultat ten do 2013 roku był rekordem Estonii.

## Osiągnięcia
| Rok  | Impreza                              | Miejsce   | Lokata            | Wynik |
| ---- | ------------------------------------ | --------- | ----------------- | ----- |
| 1996 | Mistrzostwa świata juniorów          | Sydney    | el. – 9. miejsce  | 49,44 |
| 1999 | Młodzieżowe mistrzostwa Europy       | Göteborg  | 8. miejsce        | 50,23 |
| 2001 | Młodzieżowe mistrzostwa Europy       | Amsterdam | 3. miejsce        | 56,13 |
| 2004 | Igrzyska olimpijskie                 | Ateny     | el. – 17. miejsce | 54,96 |
| 2005 | Mistrzostwa świata                   | Helsinki  | el. – 14. miejsce | 54,24 |
| 2008 | Zimowy puchar Europy                 | Split     | 9. miejsce        | 55,43 |
| 2008 | Igrzyska olimpijskie                 | Pekin     | el. – 26. miejsce | 56,94 |
| 2009 | Zimowy puchar Europy                 | Teneryfa  | 2. miejsce        | 60,76 |
| 2009 | I liga drużynowych mistrzostw Europy | Bergen    | 2. miejsce        | 54,97 |
| 2009 | Mistrzostwa świata                   | Berlin    | el. – 26. miejsce | 53,86 |